# Stečkin APS
Stečkin APS (Avtomatičeskij Pistolet Stečkina, Автоматический Пистолет Стечкина), je automatická pistole, kterou zkonstruoval Igor Stečkin, APS znamená automatická pistole Stečkina. Zbraň spojuje vlastnosti pistole a malého samopalu. Byla vyrobena a používána v SSSR. Do výzbroje byla zaváděna společně s pistolí Makarov PM. Stejně jako ta má ráži 9 mm Makarov a neuzamčený závěr. Pojistka zbraně plní také funkci přepínače střelby (zajištěno, jednotlivě, dávka).
Hledí je stavitelné od 25 do 200m. Zbraň se nosí v dřevěném (nebo umělohmotném) pouzdře, které také plní funkci nástavné pažby. Ve výjimečných případech je možné z pistole střílet dávkou přímo z rukou tj. bez pažby.